# Training Season
A Training Season című dal az angol-albán énekesnő Dua Lipa 2024. február 15-én megjelent második kimásolt kislemeze harmadik Radical Optimism című albumáról. A dalt Lipa a 66. Grammy-díjátadón mutatta be először. A dal számos országban Top 10-es sláger lett, köztük az Egyesült Királyságban, ahol a 4. helyezést érte el a kislemezlistán.

## Előzmények
Az énekesnő korábban az Instagramon megosztott képen keresztül célzott a dal címére, egy "Training Season" feliratú pulóverben. 2024. január 24-én Lipa megosztott egy instrumentális részletet a dalból a WhatsApp-on, majd másnap bejelentette a kislemez megjelenését a közösségi médián keresztül. A dalt Lipa írta Caroline Ailin, Danny L. Harle, Tobias Jesso Jr., Kevin Parker, Martina Sorbara, Nick Gale, Shaun Frank, Steve Francis Richard Mastroianni és Yaakov Gruzman mellett, a dal producerei pedig Parker és Harle voltak.
2024. január 25-én Lipa megosztott egy klipet a dalról a TikTok-on keresztül. A dal amelya középszerű randevúk után fogant, arról szólnak, hogy elítéli a nem lenyűgöző udvarlóit. A klipben Lipa a dalszöveget a dübörgő ütem felett énekelte: "I need someone to hold me close, deeper than I've ever known/ Whose love feels like a rodeo, knows just how to take control". - majd részletezte a dalszövegek kettős jelentését, kijelentve, hogy egyrészt arról van szó, hogy tájékoztatja a férfiakat arról, hogy többé nem fogja őket arra képezni, hogyan bánjanak vele, és egyúttal utalt saját személyes fejlődésének befejezéséről.

## Összetétel
A Variety újságírója Jem Aswad a dalt az ABBA dalaihoz hasonlította, és instrumentálisát "erőteljes diszkóritmusnak" nevezte, majd azt mondta, hogy a dal dallama a "közel-keleti skálákra téved. Mary Siroky (Consequence) a dal diszkó-pop hangzását a "Houdini"-hez hasonlította, míg a koncentrált magabiztos dalszöveg a 2017-es New Rules című dalt idézi. De úgy is jellemezték, mint egy "rossz dátumok sorozatára épülő táncdalt".

## Videoklip
A dalt Vincent Haycock rendezte, mely a dallal együtt közösen jelent meg.

## Élő előadások
Lipa először adta elő élőben a dalt a 66. éves Grammy-díjátadón 2024. február 4-én, a hivatalos megjelenés előtt  majd 2024. március 2-án a dal előadásával nyitotta meg a Brit Awards díjátadó ünnepséget.

## Számlista
| - Kazetta/ CD / Digitális letöltés / streaming 1. "Training Season" – 3:29 - 7-inch kislemez 1. "Training Season" – 3:29 2. "Training Season" (instrumental) – 3:29 - Digitális letöltés / streaming 1. "Training Season" – 3:29 2. "Training Season" (extended) – 4:55 3. "Training Season" (instrumental) – 3:29 4. "Training Season" (acapella) – 3:34 - Digitális letöltés / streaming 1. "Training Season" (live at the BRIT Awards 2024) – 3:39 - Digitális letöltés / streaming 1. "Training Season" (extended instrumental) – 4:55 | - Digitális letöltés / streaming 1. "Training Season" – 3:29 2. "Training Season" (live at the BRIT Awards 2024) – 3:39 3. "Training Season" (extended) – 4:55 4. "Training Season" (extended instrumental) – 4:55 5. "Training Season" (instrumental) – 3:29 6. "Training Season" (acapella) – 3:34 - Digitális letöltés / streaming 1. "Training Season" (London sessions) – 4:07 - Digitális letöltés / streaming 1. "Training Season" (acoustic version) – 3:56 |

## Slágerlista
| Slágerlista (2024)                        | Legjobb helyezések |
| ----------------------------------------- | ------------------ |
| Argentina (Argentina Hot 100)             | 55                 |
| Australia (ARIA)                          | 12                 |
| Ausztria (Ö3 Austria Top 40)              | 23                 |
| Belgium (Ultratop 50 Flanders)            | 7                  |
| Belgium (Ultratop 50 Wallonia)            | 19                 |
| Brazil (Brasil Hot 100)                   | 61                 |
| Bulgaria (PROPHON)                        | 7                  |
| Kanada (Canadian Hot 100)                 | 11                 |
| Kanada AC (Billboard)                     | 24                 |
| Kanada CHR/Top 40 (Billboard)             | 22                 |
| Kanada Hot AC (Billboard)                 | 19                 |
| Chile (Monitor Latino)                    | 12                 |
| Cis (TopHit)                              | 1                  |
| Croatia (HRT)                             | 3                  |
| Csehország (Singles Digitál Top 100)      | 29                 |
| Denmark (Tracklisten)                     | 21                 |
| El Salvador (Monitor Latino)              | 19                 |
| Finnország (Singlet Top 20)               | 40                 |
| France (SNEP)                             | 45                 |
| Németország (Media Control Charts)        | 25                 |
| Global 200 (Billboard)                    | 6                  |
| Greece (IFPI)                             | 2                  |
| Magyarország (Single Top 40)              | 21                 |
| Írország (IRMA)                           | 6                  |
| Italy (FIMI)                              | 51                 |
| Japan Hot Overseas (Billboard Japan)      | 4                  |
| Latvia Airplay (LAIPA)                    | 1                  |
| Lithuania (AGATA)                         | 12                 |
| Luxembourg (Billboard)                    | 10                 |
| Hollandia (Top 40)                        | 17                 |
| Hollandia (Single Top 100)                | 20                 |
| New Zealand (Recorded Music NZ)           | 10                 |
| Nigeria (TurnTable Top 100)               | 52                 |
| Norway (VG-lista)                         | 14                 |
| Panama (Monitor Latino)                   | 4                  |
| Paraguay (Monitor Latino)                 | 8                  |
| Poland (Polish Airplay Top 100)           | 16                 |
| Poland (Polish Streaming Top 100)         | 19                 |
| Portugália (AFP Top 100 Singles)          | 21                 |
| Russia (Airplay)                          | 2                  |
| Singapore (RIAS)                          | 20                 |
| Szlovákia (Rádio Top 100)                 | 25                 |
| Szlovákia (Singles Digitál Top 100)       | 12                 |
| South Korea BGM (Circle)                  | 38                 |
| South Korea Download (Circle)             | 54                 |
| Spain (PROMUSICAE)                        | 32                 |
| Sweden (Sverigetopplistan)                | 15                 |
| Svájc (Schweizer Hitparade)               | 15                 |
| Egyesült Királyság (UK Singles Chart)     | 4                  |
| Ukrajna (TopHit)                          | 44                 |
| US Billboard Hot 100                      | 27                 |
| US Adult Top 40 (Billboard)               | 26                 |
| US Hot Dance/Electronic Songs (Billboard) | 3                  |
| US Mainstream Top 40 (Billboard)          | 22                 |

| Slágerlista (2024)      | Legjobb helyezés |
| ----------------------- | ---------------- |
| Paraguay (SGP)          | 91               |
| Russia Airplay (TopHit) | 80               |

## Megjelenések
| Ország                    | Dátum             | Formátum(ok)                   | Verzió(k)                               | Label              | Ref.                 |
| ------------------------- | ----------------- | ------------------------------ | --------------------------------------- | ------------------ | -------------------- |
| Különböző                 | 2024. február 15. | Digitális letöltés · Streaming | Original extended instrumental acapella | Warner Music Group | [ 3 ]                |
| Olaszország               | 2024. február 16. | Radio airplay                  | Original                                | Warner Music Group | [ 64 ]               |
| Európa                    | 2024. február 16. | 7" · CD Single · MC Single     | Original instrumental                   | Warner Music Group | [ 65 ] [ 66 ] [ 67 ] |
| Egyesült Királyság        | 2024. február 16. | 7" · CD Single · MC Single     | Original instrumental                   | Warner Music Group | [ 68 ] [ 69 ] [ 70 ] |
| Amerikai Egyesült Államok | 2024. február 16. | 7" · CD Single · MC Single     | Original instrumental                   | Warner Music Group | [ 71 ] [ 72 ] [ 73 ] |
| Ausztrália                | 2024 február      | 7" · CD Single · MC Single     | Original instrumental                   | Warner Music Group | [ 74 ] [ 75 ] [ 76 ] |
| Amerikai Egyesült Államok | 2024. február 20. | Contemporary hit radio         | Original                                | Warner Music Group | [ 77 ]               |
| Különböző                 | 2024. március 4.  | Digitális letöltés · Streaming | Live at the BRIT Awards 2024            | Warner Music Group | [ 78 ]               |
| Különböző                 | 2024. március 4.  | Digitális letöltés · Streaming | Extended instrumental                   | Warner Music Group | [ 79 ]               |
| Egyesült Királyság        | 2024. március 4.  | CD és kazetta csomag           | Original                                | Warner Music Group | [ 80 ]               |
| Különböző                 | 2024. március 15. | Digitális letöltés · Streaming | London sessions                         | Warner Music Group | [ 81 ]               |
| Különböző                 | 2024. március 12. | Digitális letöltés · Streaming | Acoustic version                        | Warner Music Group | [ 82 ]               |